# Vermont Progressive Party
De Vermont Progressive Party (VPP) is een links-progressieve politieke partij in de Amerikaanse staat Vermont. 
De Progressive Coalition kwam voort uit de onafhankelijke verkiezingscampagne van Bernie Sanders waarmee hij in 1981 burgemeester van Burlington (Vermont) werd; vervolgens richtte Sanders' opvolger als burgemeester Peter Clavelle de Progressive Party op. In 1999 werd de partij geregistreerd als major party in Vermont.
Anno 2024 is de partij vertegenwoordigd in het hoger- en lagerhuis, levert ze de vicegouverneur en heeft ze een 20-tal verkozenen in verschillende steden en gemeenten in Vermont. Daarmee is de Vermont Progressive Party anno 2024 de electoraal meest succesvolle third party naast de Democraten en Republikeinen. De verkozenen van de Progressive Party vormen een meerderheid met Democraten en onafhankelijken in het parlement van Vermont en steunen regelmatig elkaars verkiezingskandidaten.
Senator Bernie Sanders associeert zich officieel niet met de Vermont Progressive Party en komt bij verkiezingen in Vermont steeds op als onafhankelijke.
Grote partijen:
Democratische Partij · Republikeinse Partij
Third party's:
America's Party · 
American Freedom Party · 
American Party · 
American Populist Party · 
American Solidarity Party · 
Black Riders Liberation Party · 
Christian Liberty Party · 
Citizens Party · 
Communist Party USA · 
Constitution Party · 
Democratic Socialists of America · 
Freedom Road Socialist Organization · 
Freedom Socialist Party · 
Groene Partij · 
Humane Party · 
Independent American Party · 
Justice Party · 
Libertarische Partij · 
Marijuana Party · 
Modern Whig Party · 
National Socialist Movement · 
New Afrikan Black Panther Party · 
New Black Panther Party · 
Objectivist Party · 
Pacifist Party · 
Party for Socialism and Liberation · 
Peace and Freedom Party · 
Pirate Party · 
Progressive Labor Party · 
Prohibition Party · 
Reform Party · 
Revolutionary Communist Party · 
Socialist Action · 
Socialist Alternative · 
Socialist Equality Party · 
Socialist Party · 
Socialist Workers Party · 
Unity Party · 
Veterans Party · 
Workers World Party ·
Working Families Party ·
World Socialist Party